# خليفة الشطي
خليفة الشطي، لاعب كرة قدم كويتي سابق. لعب مع نادي القادسية الكويتي، وهو أول لاعب يلعب في نادي القادسية الكويتي. سجل هدف في نهائي كأس الأمير 1961/1962، وقد كان هداف بطولة كأس الأمير 1961/1962 برصيد 9 أهداف.
وهو أكثر لاعب يسجل أهدافا في مباراة واحدة في كأس الأمير، وقد سجل 5 أهداف في مرمى نادي شؤون النفط.